# 肖若海
肖若海（1954年5月—），男，汉族，海南万宁人，中华人民共和国政治人物。

## 生平
1974年1月加入中国共产党。1988年，担任共青团海南省委书记。1993年，任海南省人民政府副秘书长。1997年，任海南省农业厅厅长。2003年，任海南省政协副主席。2005年，任中共海南省委秘书长。2007年，改任海南省委常委、政法委书记。2011年5月，兼任中共海南省委群工部部长。2013年2月，专任中共海南省委常委、群工部部长。